# Terrugem e Vila Boim
Terrugem e Vila Boim (oficialmente: União das Freguesias de Terrugem e Vila Boim) é uma freguesia portuguesa do município de Elvas, com 98,22 km² de área e 2105 habitantes (censo de 2021). A sua densidade populacional é 21,4 hab./km².

## História
Foi constituída em 2013, no âmbito de uma reforma administrativa nacional, pela agregação das antigas freguesias de Terrugem e Vila Boim e tem a sede em Terrugem. Sendo que já foi entregue na Assembleia da República o pedido para Reposição das duas Freguesias, estando a aguardar o parecer da AR.

### Terrugem
Esta típica aldeia alentejana tem como base económica tanto a agricultura de sequeiro como o trabalho em curtumes, obra da cerca de dezena de indústrias que ainda laboram nesta aldeia, sendo fonte empregadora de cerca de uma centena de habitantes.
A palavra Terrugem surgiu no passado como Taruga, Tarruja, Tarrugem e Terruge. Turigiam é a denominação do latim bárbaro que surge no foral de Vila Viçosa, dado por D. Afonso III em 1270. Documento em que aparece a referência mais antiga à povoação.
A ocupação deste território remonta a tempos pré-históricos, o que se confirma pela existência na região periférica de dolmens ou antas em abundância. É no período Neocalcolítico, que medeia sensivelmente entre 4000 a.C. e 1800 a.C., que começam a surgir os primeiros marcos arquitetónicos construídos pelo Homem: as antas. No monte de Santo António, no cabeço e na encosta a norte da Terrugem, existem vestígios de ocupação romano-visigótica.
Ali foram feitas sondagens e explorações que revelaram a existência de uma comunidade que existiu, praticamente desde há dois milénios. Regista-se ainda uma villa da época imperial, com colunas, mosaicos, possíveis termas e uma necrópole associada, tudo com largo tempo de ocupação, possivelmente desde o Baixo-Império, até ao período visigótico. Identificou-se ainda, numa área de ocupação considerável, calculada pela presença de alicerces, um grande edifício de planta retângulas, feito em blocos de granito, em conjunto com um possível complexo termal.

### Vila-Boim
O início da história documentada de Vila Boim, dá-se com a chegada dos mouros, que a baptizaram de Moçarava. Em 1226 D. Sancho II expulsa os muçulmanos de Elvas e supõe-se que o mesmo tenha acontecido no mesmo ano em Vila Boim.
Já no reinado de D. Afonso III, Vila Boim foi doada a D. João de Aboim, deixando a designação de Moçarava, para adoptar numa primeira fase o nome de Vila Aboim e posteriormente o de Vila de Boim. Ao longo da segunda metade do século XII, D. João de Aboim foi adquirindo mais terras até que, em data incerta, quando Elvas delimitou por padrões as possessões senhoriais, surgiu o concelho de Vila Boim.
Desde 1305, o concelho de Vila Boim esteve na posse da coroa, até que em 23 de janeiro de 1374, D. Fernando extinguiu o concelho e o integrou no concelho de Elvas, para voltar a criá-lo a 14 de Julho do mesmo ano.
Em 1451, Fernando de Abreu vendeu Vila Boim a Fernando I de Bragança, fazendo Vila Boim parte do Ducado de Bragança até 1876. Em 1505 iniciou-se a construção do castelo, que foi destruído na Guerra da Restauração. A 1 de julho de 1518 D. Manuel concede um foral à vila.
Em 1836, aquando das reformas administrativas, o concelho de Vila Boim foi definitivamente extinto e integrado no concelho de Elvas.

## Atividades económicas
- Agricultura
- Comércio
- Cortiça
- Criação de produto na base de pele animal
- Produção de azeite, azeitona de mesa e pasta de azeitona
- Restauração
- Transporte de mercadorias
- Produção de enchidos de carne
- Pecuária
- Reparação automóvel

## Educação
- Escola Básica Integrada de Vila Boim - EB1/JI
- Escola Básica de Terrugem - EB1/JI
- Creche da ABAT (Associação Beneficência "Amigos de Terrugem")
- Creche, jardim de infância e ATl da Associação de Assistência de Vila Boim

## Património Histórico
Os principais monumentos antigos de Terrugem e Vila Boim (Castelo, Paço dos Duques de Bragança, o complexo termal, o Pelourinho e as várias antas) já não existem, restando apenas a Igreja de São João Baptista, do século XVIII, a Igreja de Santo António (ou Igreja Matriz de Terrugem), existente desde 1534, e a Igreja de São Francisco (ou Igreja Matriz de Vila Boim) inaugurada em 1741.

## Serviços e Entretenimento

### Saúde
O Centro de Saúde de Elvas, dispõe de duas extensões de saúde na freguesia, uma em Terrugem e outra em Vila Boim, em complemento existe também a farmácia (extensão da Farmácia Central de Borba) em Terrugem e a Farmácia - Carbó Baptista, Sociedade Unipessoal Lda., em Vila Boim.

### Desporto e Outros
- Campo de Jogos de Terrugem
- Campo de Futebol de Vila Boim
- Pavilhão Desportivo Municipal de Vila Boim
- Piscina Municipal de Terrugem
- Polidesportivo de Terrugem
- Polidesportivo de Vila Boim
- Campo de Vólei de Terrugem

### Praças de Touros
A freguesia tem duas praças de touros, uma em cada urbanização, em Terrugem está o maior recinto dedicado apenas a essa atividade no concelho de Elvas, construído pela população e amigos da Terrugem , sendo gerida pela ABAT (Associação Beneficência "Amigos de Terrugem") e encontra-se no centro da aldeia, recebe vários eventos ao longo do ano, sendo o ponto mais altos as corridas de touros no primeiro fim de semana completo de Agosto, altura em que se celebra as grandiosas festas em honra de Santo António, já em Vila Boim, o recinto é desmontável, apesar de nunca ter sido removido, encontra-se numa das extremidades da vila junto ao campo de futebol.

### Museus
- Museu do Curtidor na Terrugem
- Centro Cultural de Terrugem

### Clubes e Associações
- Aboim Jovem
- ABAT (Associação Beneficência "Amigos de Terrugem")
- Sociedade Recreativa Terrugem
- Juventude Desportiva da Terrugem
- Voz Amiga Terrugem
- Liga Regional "Os Unidos" de Vila Boim
- Associação de Caçadores e Pescadores de Vila Boim
- Associação dos Romeiros de Vila Boim
- Clube da caça e pesca de Terrugem
- Agrupamento 1307 de Escoteiros na Terrugem
- Comissão de Festas em Honra de Stº António

## Demografia
A população registada nos censos foi:
| Distribuição da População por Grupos Etários | Distribuição da População por Grupos Etários | Distribuição da População por Grupos Etários | Distribuição da População por Grupos Etários | Distribuição da População por Grupos Etários | Distribuição da População por Grupos Etários |
| -------------------------------------------- | -------------------------------------------- | -------------------------------------------- | -------------------------------------------- | -------------------------------------------- | -------------------------------------------- |
| Antes da agregação                           |                                              |                                              |                                              |                                              |                                              |
| Ano                                          | 0-14 anos                                    | 15-24 anos                                   | 25-64 anos                                   | >= 65 anos                                   | Total                                        |
| 2001                                         | 362                                          | 319                                          | 1251                                         | 706                                          | 2638                                         |
| 2011                                         | 297                                          | 260                                          | 1261                                         | 657                                          | 2475                                         |
| Após a agregação                             |                                              |                                              |                                              |                                              |                                              |
| Ano                                          | 0-14 anos                                    | 15-24 anos                                   | 25-64 anos                                   | >= 65 anos                                   | Total                                        |
| 2021                                         | 240                                          | 179                                          | 1122                                         | 564                                          | 2105                                         |